# Pyrestes densatus
Pyrestes densatus là một loài bọ cánh cứng trong họ Cerambycidae.